# Mars Global Surveyor

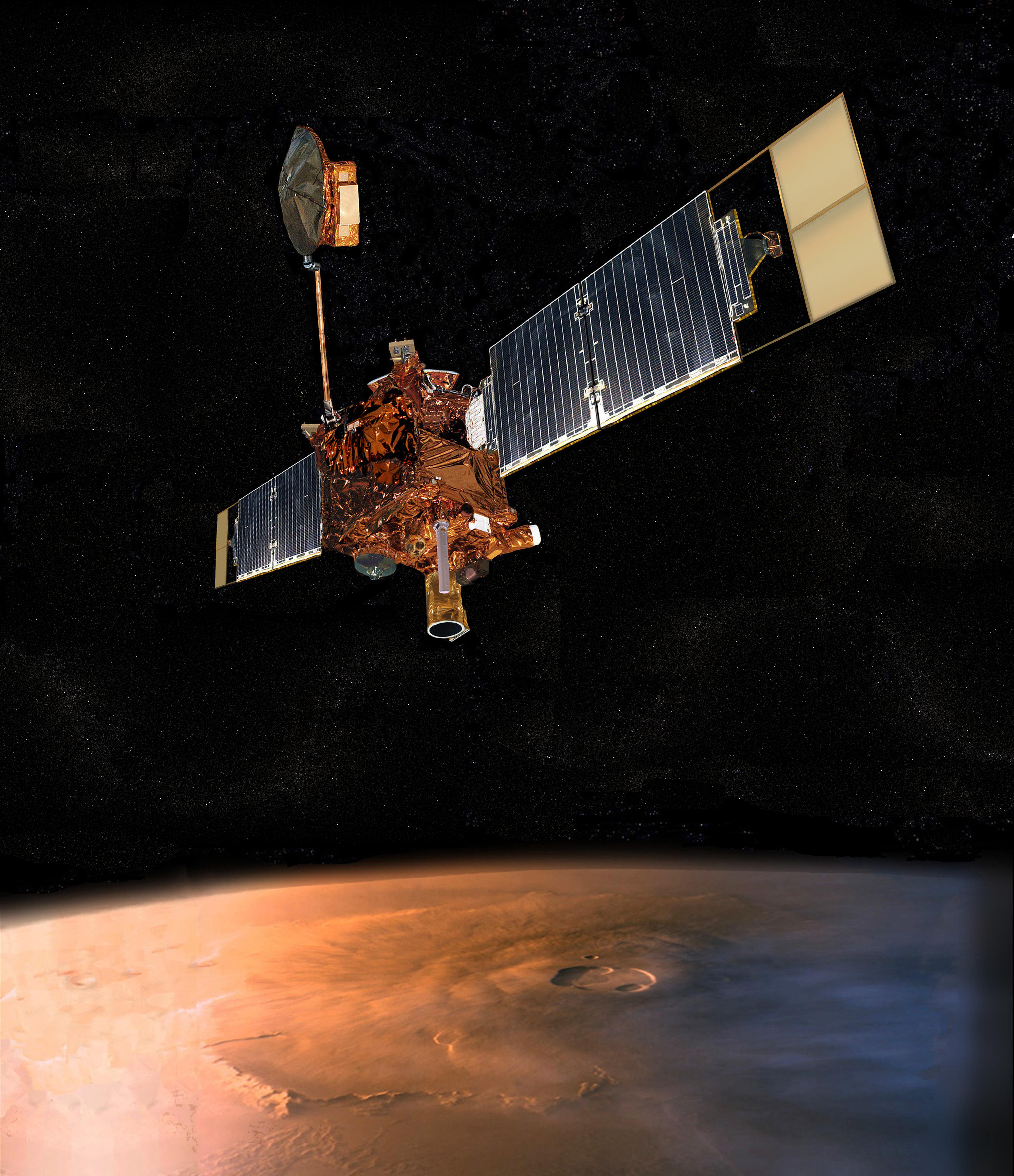
Conceptillustratie van de MGS (NASA)

De Mars Global Surveyor (MGS) is een Amerikaanse ruimtesonde voor onderzoek van de planeet Mars, die in 1996 werd gelanceerd. MGS zond honderdduizenden Marsfoto's naar de aarde. Begin 2006 heeft de sonde verschillende foto's genomen van nieuwe kraters, waarop mogelijke tekenen van recent stromend water zijn waargenomen. Het water heeft zich waarschijnlijk vlak na geologische activiteit naar de oppervlakte weten te werken waarna het zich weer in de bodem terugtrok. Het contact met de sonde ging verloren op 2 november 2006.

## Eigenschappen
- De massa is iets meer dan 1000 kg.
- Een zonnepaneel is 3,5 m lang.
- Het voornaamste instrument is de MGS Orbiter Camera (MOC).

## Wetenschappelijke instrumenten
De Mars Global Surveyor herbergt vijf wetenschappelijke instrumenten:
- MOC - Mars Orbiter Camera, beheerd door Malin Space Science Systems
- MOLA - Mars Orbiter Laser Altimeter
- TES - Thermal Emission Spectrometer meet spectrum van warmtestraling (infrarood)
- MAG/ER - Magnetometer en elektron reflectometer
- USO/RS Ultrastable Oscillator for Doppler measurements: snelheidsmeter met dopplereffect
- MR Mars Relay - ontvanger/zender

## Chronologie

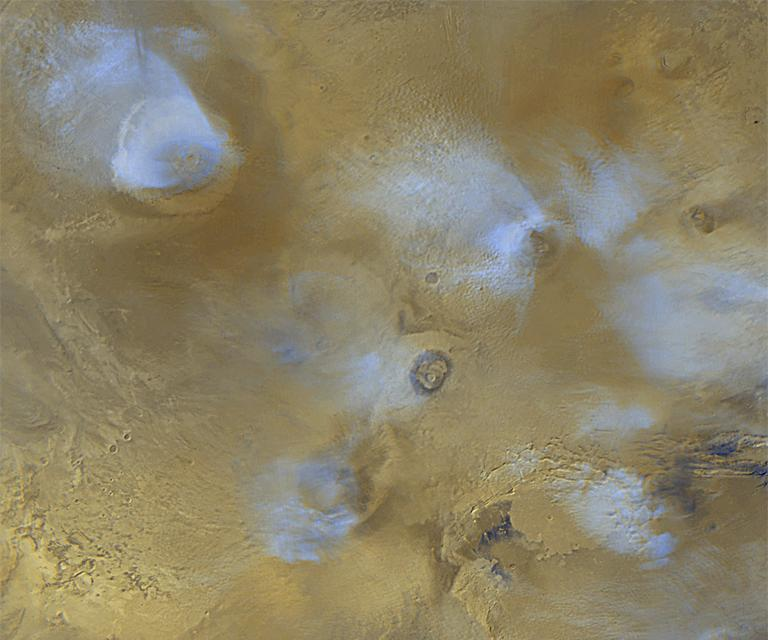
Wolken boven Tharsis Montes. Opname van de Mars Global Surveyor op 7 juni 2000.

- De MGS werd gelanceerd op 7 november 1996 met een Delta II vanaf CCAFS Lanceercomplex 17A en kwam bij Mars aan op 12 september 1997. De baan rond de polen van Mars was sterk elliptisch en werd door middel van aerobraking cirkelvormig gemaakt, op 400 km hoogte. De wetenschappelijke waarnemingen begonnen op 15 september 1997.
- Op 28 maart 1999 werd de high-gain antenne (HGA) ontplooid en kon de sonde tegelijk Mars observeren en gegevens naar de Aarde zenden. Door een probleem met de HGA kan ze niet op volle snelheid gegevens naar de Aarde zenden.
- Op 3 april 1999 begon een fotosessie die één marsjaar duurde en foto’s met een resolutie van 1,5 m opleverde.
- De primaire missie eindigde normaal op 31 januari 2001 maar in december 2000 werd een verlenging goedgekeurd. In april 2002 werd de missie een tweede keer verlengd, dan tot oktober 2004. Eind september 2004 werd de missie voor een derde keer verlengd.
- Midden augustus 2001 werd de oriëntatie van de sonde zo gewijzigd dat de camera niet meer recht naar beneden keek, maar onder een hoek van 16°. Deze stand moet voor een langere missie zorgen en levert de mogelijkheid op om 3D-beelden te maken.
- In juni 2000 is de ontdekking van stromingspatronen en trechters bekendgemaakt (gullies). Naar het einde van 2000 werden meer dergelijke ontdekkingen bekendgemaakt.
- Tussen 12 september 1997 en 31 januari 2001 werden 8505 omlopen om de planeet uitgevoerd, werden meer dan 58.000 foto’s gemaakt, werden 490 miljoen hoogtemetingen uitgevoerd en werden 97 miljoen spectra genomen. Foto 100.000 werd op 5 november 2001 ontvangen.
- In sommige opnames zijn onder andere de sporen van de rover Spirit zichtbaar, die op Mars landde.
- Op 19 mei 2005 werden foto's vrijgegeven die de MGS had gemaakt van de Mars Odyssey en de Mars Express in hun banen om Mars. De Mars Express passeerde op ongeveer 250 km op 20 april 2005 en op 21 april 2005 passeerde de Mars Odyssey op minder dan 150 km. Gezien de onderlinge afstanden en snelheden was het maken van de opname maar mogelijk in een paar seconden en dankzij kennis van de exacte posities.
- In september 2005 werd bekendgemaakt dat er in april 2005 gullies zijn ontdekt die in juli 2002 niet bestonden, en dat er keien van een helling rolden die duidelijke sporen nalieten. Die keien kunnen in beweging gekomen zijn door een sterke wind of door marsbevingen. Verder zijn er nieuwe inslagkraters gevonden die in de jaren 70 niet bestonden. De zuidpoolkap is gedurende drie opeenvolgende zomers gekrompen. De gullies kunnen ook ontstaan door zand dat in beweging komt, omdat ijs dat in het zand is opgeslagen in de lente plots wordt opgewarmd en het vrijkomende gas voor de nodige druk zorgt.
- De communicatie met de ruimtesonde ging verloren op 2/11/2006. Dit was meteen het einde van deze zeer succesvolle missie die sinds de lancering 10 jaar heeft geduurd.

## Verwijzingen
1. ↑  Albee, A., Arvidson, R., Palluconi, F., Thorpe, T. (2001). Overview of the Mars Global Surveyor mission. Journal of geophysical research 106 (E10): 23291-23316.  Gearchiveerd van origineel op 15 juni 2007. Geraadpleegd op 15 maart 2008.